# 芦阳街道
芦阳街道，原为芦阳镇，是中华人民共和国四川省雅安市芦山县下辖的一个乡镇级行政单位。2019年12月，撤销清仁乡，将原清仁乡和龙门镇五星村所属行政区域划归芦阳街道管辖。

## 行政区划
芦阳街道下辖以下地区：
城北社区、城西社区、城南社区、先锋社区、城东社区、金花社区、黎明村和火炬村。